# Morten Olsen (piłkarz)
Morten Per Olsen (ur. 14 sierpnia 1949 w Vordingborg) – duński piłkarz i trener piłkarski. W czasie kariery zawodniczej występował na pozycji obrońcy. Był pierwszym duńskim piłkarzem, który przekroczył liczbę 100 meczów w drużynie narodowej.
W latach 80. był jednym z najlepszych duńskich defensorów. Kiedy miał dwadzieścia trzy lata wyjechał do Belgii, gdzie spędził kolejne czternaście lat, najdłużej jako gracz RSC Anderlecht, z którym zdobył trzy tytuły mistrza kraju oraz – w 1983 roku – Puchar UEFA. Piłkarską karierę kończył w niemieckim 1. FC Köln. Z reprezentacją Danii, w której barwach wystąpił 102 razy, grał dwukrotnie na mistrzostwach Europy oraz na Mundialu 1986, na którym podopieczni Seppa Piontka doszli do drugiej rundy. Pracę szkoleniową rozpoczął w Brøndby IF, który dwukrotnie doprowadził do tytułu mistrza Danii i raz do półfinału Pucharu UEFA. Odnosił sukcesy także w 1. FC Köln (uratował ten klub przed spadkiem z ligi) oraz Ajaksie Amsterdam (mistrzostwo i Puchar Holandii). W latach 2000–2015 był selekcjonerem reprezentacji Danii.

## Kariera piłkarska
Jest wychowankiem lokalnego Vordingborg BK. W wieku dwudziestu trzech lat wyjechał do Belgii, gdzie przez trzy sezony występował w Cercle Brugge, a przez cztery kolejne w RWD Molenbeek. W 1980 roku upomniał się o niego najlepszy klub w kraju RSC Anderlecht, z którym następnie trzykrotnie triumfował w rozgrywkach o mistrzostwo Belgii oraz – w 1983 roku – w Pucharze UEFA.
Po udanym dla reprezentacji Danii Mundialu 1986 37-letni Olsen przeniósł się do niemieckiego 1. FC Köln, gdzie trzy lata później zakończył piłkarską karierę.
- 1970–72 –  B 1901
- 1972–76 –  Cercle Brugge
- 1976–80 –  Racing White Molenbeek
- 1980–86 –  RSC Anderlecht
- 1986–89 –  1. FC Köln

## Sukcesy piłkarskie
- mistrzostwo Belgii 1981, 1985 i 1986 oraz Puchar UEFA 1983 z Anderlechtem
- Piłkarz roku 1983 i 1986 w Danii

W reprezentacji Danii od 1970 do 1989 roku rozegrał 102 mecze i strzelił 4 gole – start w Euro 1984 (III/IV miejsce), Euro 1988 (runda grupowa) oraz Mundialu 1986 (1/8 finału).

## Kariera szkoleniowa
W 1989 roku rozpoczął pracę szkoleniową w Brøndby IF, z którym jeszcze w tym samym sezonie zdobył mistrzostwo Danii. Wynik ten powtórzył rok później.
Po zwolnieniu z Brøndby, w połowie 1993 roku został trenerem swojego dawnego klubu 1. FC Köln. W sezonie 1993–1994 uratował kolończyków od spadku z Bundesligi.
Przez półtora roku, od 1997 do 1998 roku pracował w Ajaksie Amsterdam. Jedną z jego pierwszych decyzji było sprowadzenie do klubu Michaela Laudrupa. Wspólnie z drużyną ze stolicy Holandii triumfowali w rozgrywkach o mistrzostwo i Puchar tego kraju.
W 2000 roku przejął od Szweda Bo Johanssona stery reprezentacji Danii, którą wprowadził do Mundialu 2002 oraz Euro 2004. Z obu turniejów Duńczycy odpadli w drugiej rundzie po porażkach 0:3. Selekcjoner znacznie poprawił grę ofensywną drużyny, która ze względu na zgranie oraz nieco autorytatywny sposób jej prowadzenia nazywana jest Gangiem Olsena. Mimo tego odpadli w kwalifikacjach do Mundialu 2006. Po przedłużeniu z nim kontraktu ponownie Duńczykom nie udało się zakwalifikować do dużego turnieju – Euro 2008. Po kolejnych, już udanych eliminacjach Dania awansowała do mistrzostw świata w 2010 r. Na boiskach RPA nie powtórzyli, jednak sukcesu sprzed ośmiu lat i zakończyli rozgrywki na fazie grupowej. Po porażce 0:2 z Holandią, przedłużyli swoje nadzieje pokonując 2:1 Kamerun, lecz w ostatnim spotkaniu okazali się gorsi od Japonii (1:3). Po dwóch latach Olsen doprowadził Danię do kolejnego turnieju – mistrzostw Europy 2012. Tam „dynamit” trafił do „grupy śmierci” i odpadł już po pierwszej rundzie. Mimo udanego początku (rewanż z Holendrami 1:0) przegrali kolejne 2 mecze: z Portugalią 2:3 i Niemcami 1:2. Po kolejnych eliminacjach Dania pechowo nie dostała się na Mundial 2014. Była najgorszą drużyną spośród reprezentacji, które zajęły drugie miejsce w swoich grupach (zabrakło im punktu, aby zagrać w barażach). Morten Olsen cieszył się nadal dobrą opinią zarówno kibiców jak i działaczy Duńskiej piłki i nie rezygnował ze stanowiska. Spróbował poprowadzić swój „gang” do kolejnego turnieju – Euro 2016, po którym i tak rozważał rozstanie się z kadrą kraju. Niestety również te eliminacje nie potoczyły się po jego myśli. Drużyna zajęła w swojej grupie dopiero trzecią lokatę (za Portugalią i niespodzianką tych eliminacji – Albanią). Tylko dzięki zwiększeniu liczby uczestników na turnieju finałowym, Duńczycy wzięli udział w barażach. Tam trafili na swoich sąsiadów – Szwedów, którzy okazali się zespołem lepszym mając m.in. w składzie Zlatana Ibrahimovicia (zdobył 3 bramki w dwumeczu). Po porażce na wyjeździe 2:1, podopieczni Olsena wciąż wracali do domu na rewanż z przekonaniem iż ich rywale są do ogrania. Ku rozczarowaniu kibiców, Duńczyków stać było jedynie na doprowadzenie do remisu 2:2 w ostatnich 10 minutach meczu (przegrywali 0:2). Po klęsce Olsen podał się do dymisji i zakończył tym samym swoją 15 letnią przygodę z reprezentacją. Nie krył rozczarowania, jednak poniósł sam odpowiedzialność za brak wyników. Jego zdaniem piłkarze potrzebują trenera, „który do nich trafi” lepiej niż on sam. Tym samym Morten Olsen dołącza do grona trenerów, którzy są i będą kojarzeni głównie ze względu na wieloletnią pracę z jednym zespołem. Nie stracił szacunku zarządu i jest uważany za jednego z najważniejszych trenerów duńskiej piłki nożnej.

## Sukcesy szkoleniowe
- Mistrzostwo Danii 1990 i 1991 oraz półfinał Pucharu UEFA 1991 z Brøndby
- Mistrzostwo Holandii 1998 oraz Puchar Holandii 1998 z Ajaksem
- 1/8 finału Mundialu 2002 oraz ćwierćfinał Euro 2004 z reprezentacją Danii